# Pálítáná
Pálítáná (gudzsaráti nyelven: પાલીતાણા, angol átírással: Palitana) város India nyugati részén, Gudzsarát államban, a Szaurástra- (Kathiawar-) félszigeten. Bhávnagartól közúton 55 km-re DNy-ra fekszik. Lakossága 61 ezer, elővárosokkal 175 ezer fő volt 2011-ben.
Jelentős dzsaina zarándokhely. A város feletti Satrundzsaja-hegy kettős csúcsát összekötő nyeregben több mint 900 márványtemplom található amelyek legnagyobb része 16. században épült. Bár a 11. századtól kezdték építeni a templomokat, ezeket a korábbiakat a muszlim hódítók a 14-15. században lerombolták. A templomok kilenc, védőfallal körülvett csoportokban, ún. tukokban állnak, s azoknak a gazdag hívőknek a nevét viselik, akik építették őket. Minden tukban van egy főszentély, amelyet több kisebb szentély vesz körül.

## Galéria Palitana templomkörzetéből

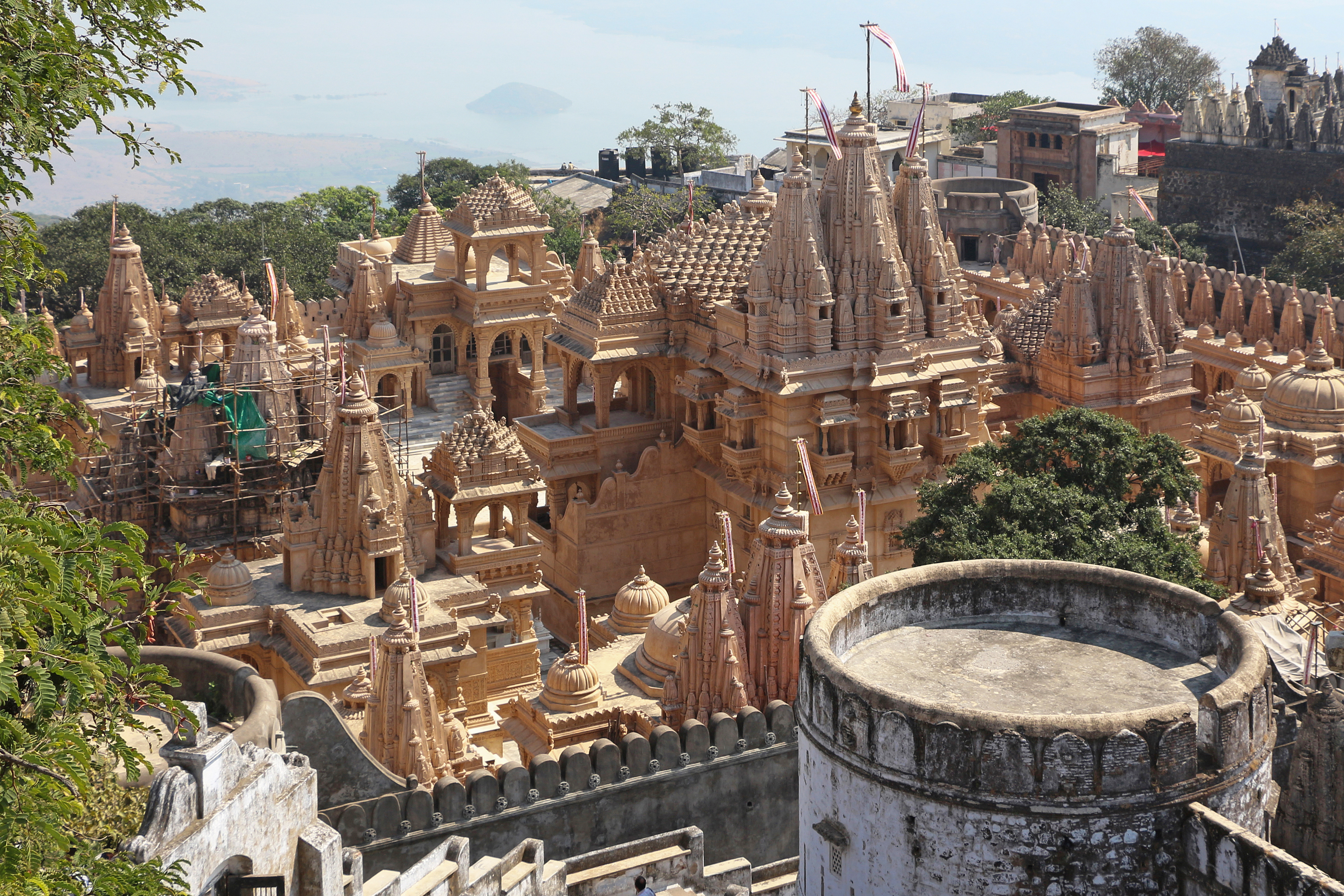
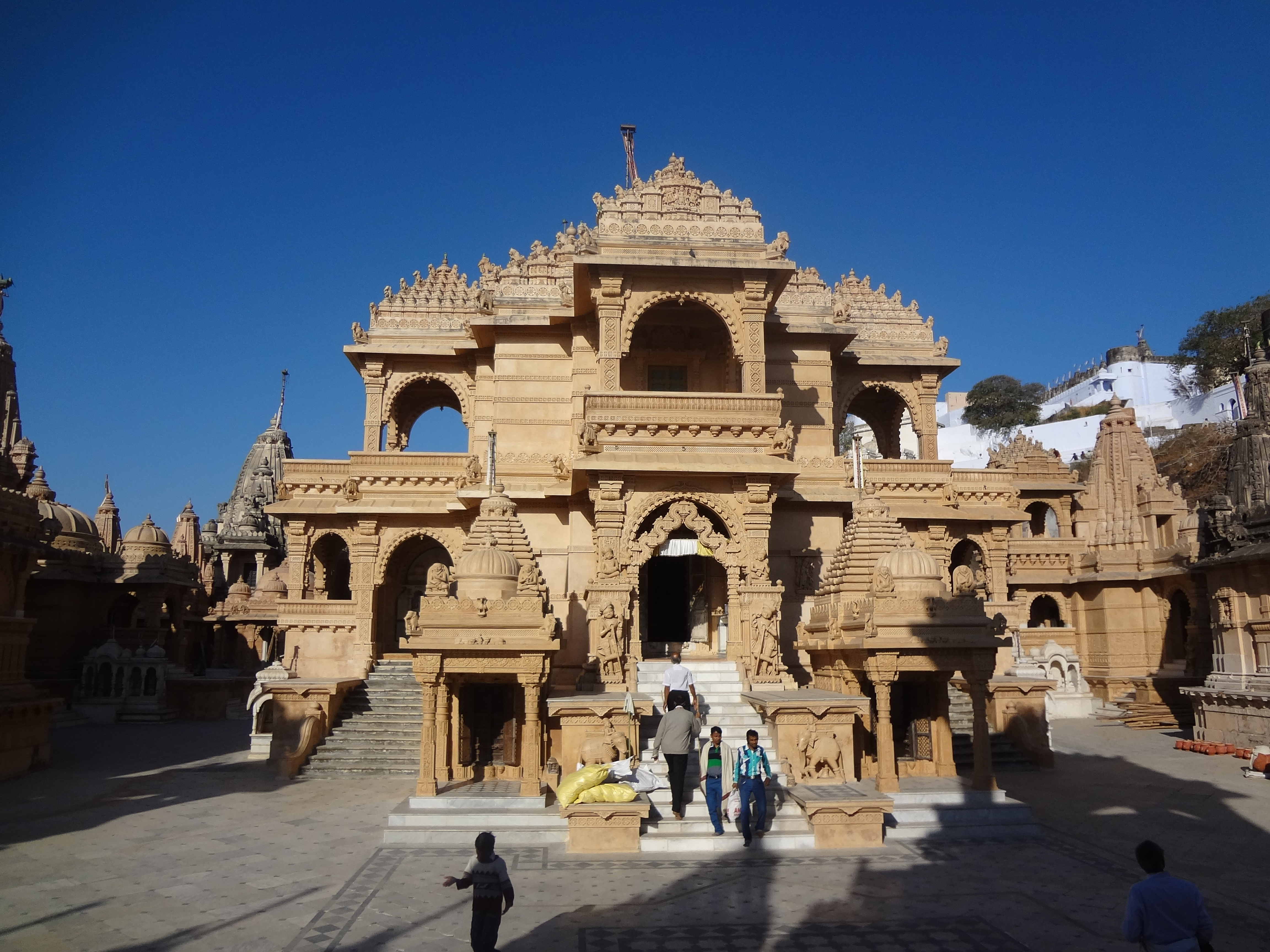
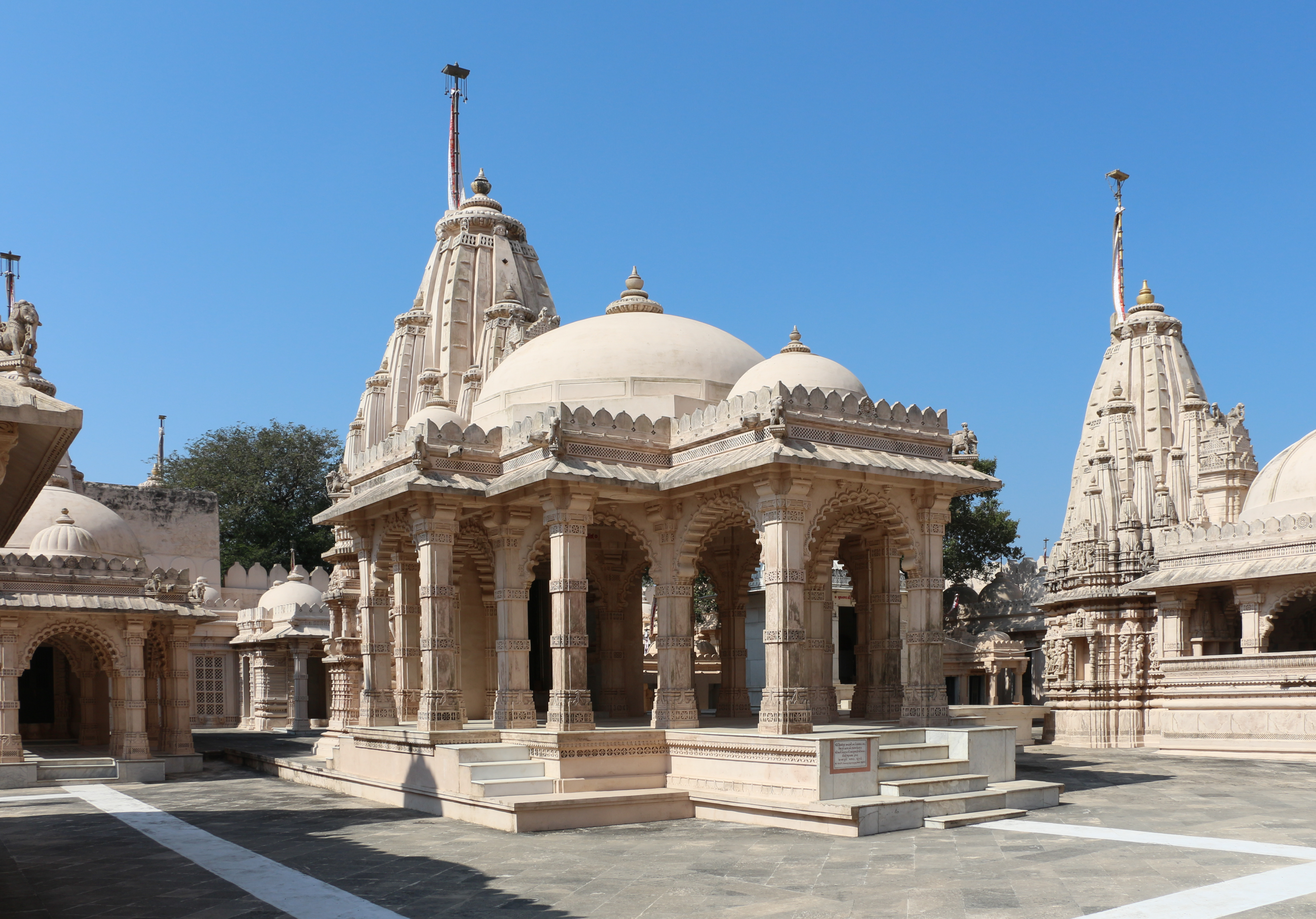
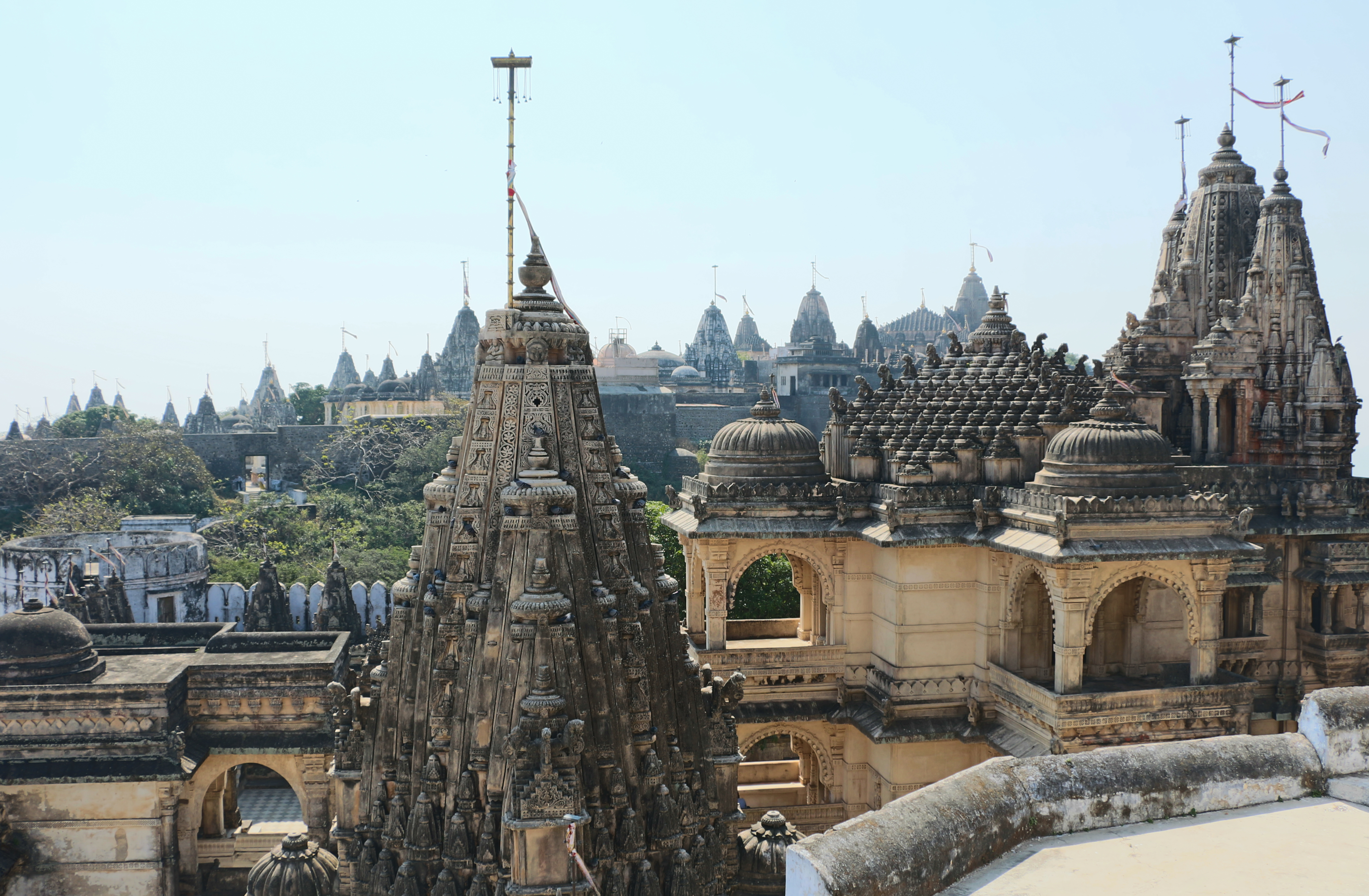
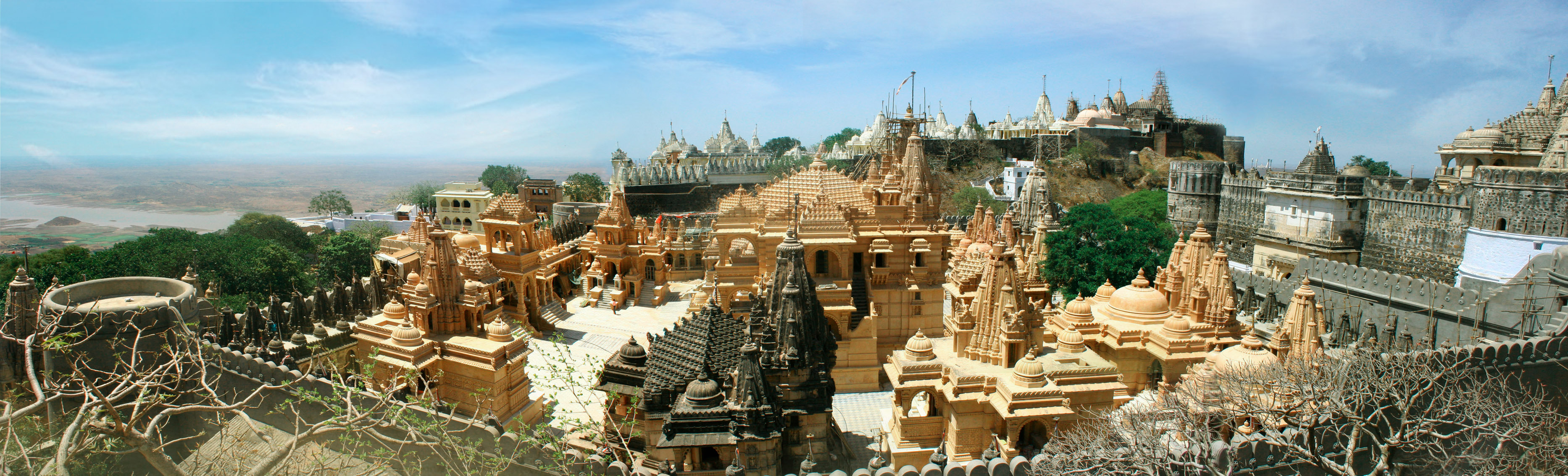

## Fordítás
Ez a szócikk részben vagy egészben  a   Palitana című angol Wikipédia-szócikk fordításán alapul.  Az eredeti cikk szerkesztőit annak laptörténete sorolja fel. Ez a jelzés csupán a megfogalmazás eredetét és a szerzői jogokat jelzi, nem szolgál a cikkben szereplő információk forrásmegjelöléseként.